# Colledimezzo

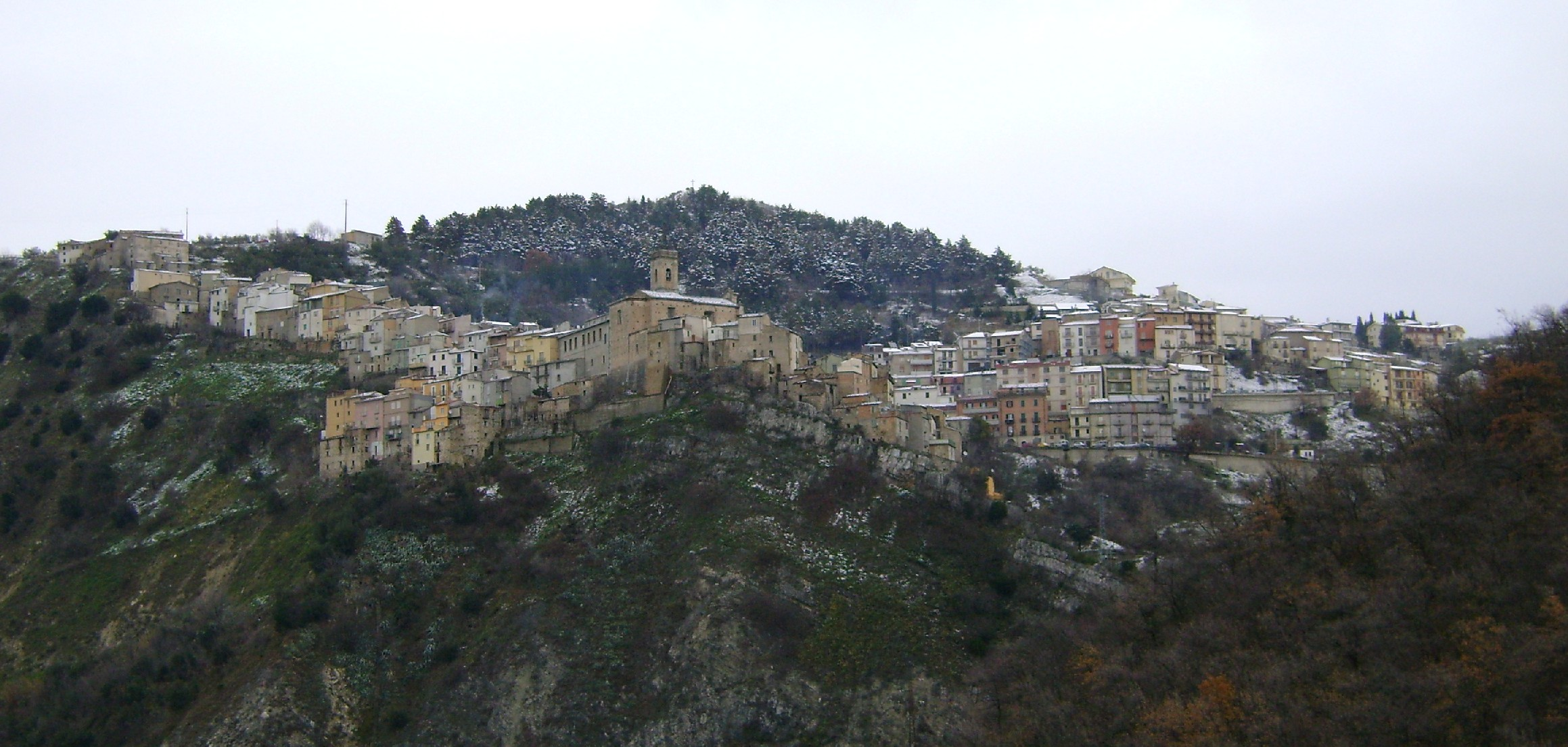
Colledimezzo

Colledimezzo ist eine italienische Gemeinde mit 440 Einwohnern in der Provinz Chieti in den Abruzzen. Sie liegt etwa 44 Kilometer südsüdöstlich von Chieti und gehört zur Comunità montana Valsangro. Im Westen liegt der Lago di Bomba, ein Stausee des Sangro.

## Verkehr
Durch die Gemeinde führt die Strada Statale 652 di Fondo Valle Sangro von Cerro al Volturno nach Fossacesia.